# Abbazia di Saint-Sernin
L'abbazia di Saint-Sernin è un'abbazia sorta nell'XI secolo intorno alla Basilica di Saint-Sernin. Affidata agli agostiniani da papa Innocenzo II nel 1141, fu secolarizzata nel XVI secolo e, dopo la Rivoluzione francese, distrutta.

## Storia
A partire dal 1083, dopo un breve periodo di obbedienza monastica sotto l'autorità degli abati di Cluny e di Moissac, la basilica divenne una collegiata. (L'adozione della vita canonicale regolare deve essere distinta da quella dei canonici che seguono la regola di sant'Agostino, più tardiva).
Dopo l'epoca carolingia, la vita comunitaria pare sia stata disciplinata dalla regola di Crodegango di Metz.
Nel 1070 e 1076 ancora, la vita regolare non era disciplinata da una regola precisa, ma si riassume nel principio della dimora comune. Guglielmo di Cahors decise così di «… vivere canonicamente [alle dipendenze di Saint-Sernin] in conformità ai decreti dei Padri, alla sapienza di Agostino, Girolamo e degli altri»
Nel 1096, in occasione della dedicazione dell'abbazia, Urbano precisò le condizioni della vita regolare (messa in comune dei propri beni, obbligo di residenza, ecc.) ma non citò mai la natura della regola, sebbene il formulario diplomatico degli atti non manchi di farlo per altre comunità.
Il 21 marzo 1141, papa Innocenzo II pose la comunità sotto la regola di sant'Agostino.
Nel 1216, a seguito del Concilio Lateranense IV, papa Innocenzo III confermò i privilegi accordati dai suoi predecessori e citò nuovamente la regola di sant'Agostino.
Nel corso del XIII secolo si aggiunsero degli "Statuti" ancora inediti, noti grazie a una copia tardiva.
L'abbazia di San Sernin era a capo di un cospicuo patrimonio immobiliare, da Tolosa fino ai piedi dei Pirenei, che la condusse a frequenti conflitti con il vescovo di Tolosa, la cui cattedrale di Santo Stefano aveva un'influenza molto minore di quella di Saint-Sernin. La comunità s'ingrandì ed edifici abbaziali furono eretti attorno alla chiesa.
A partire dalla metà del XV secolo, l'abate regolare fu sostituito da un abate commendatario. Il 25 settembre 1526 una bolla pontificia ordinò la secolarizzazione dell'abbazia, che abbandonò la vita "regolare".
Il capitolo dei canonici fu soppresso dalla rivoluzione francese e Saint-Sernin divenne una semplice chiesa collegiata fino al 1878, data nella quale essa fu nuovamente consacrata e ricevette il titolo onorifico di basilica minore da papa Leone XIII.

### Scomparsa degli edifici abbaziali

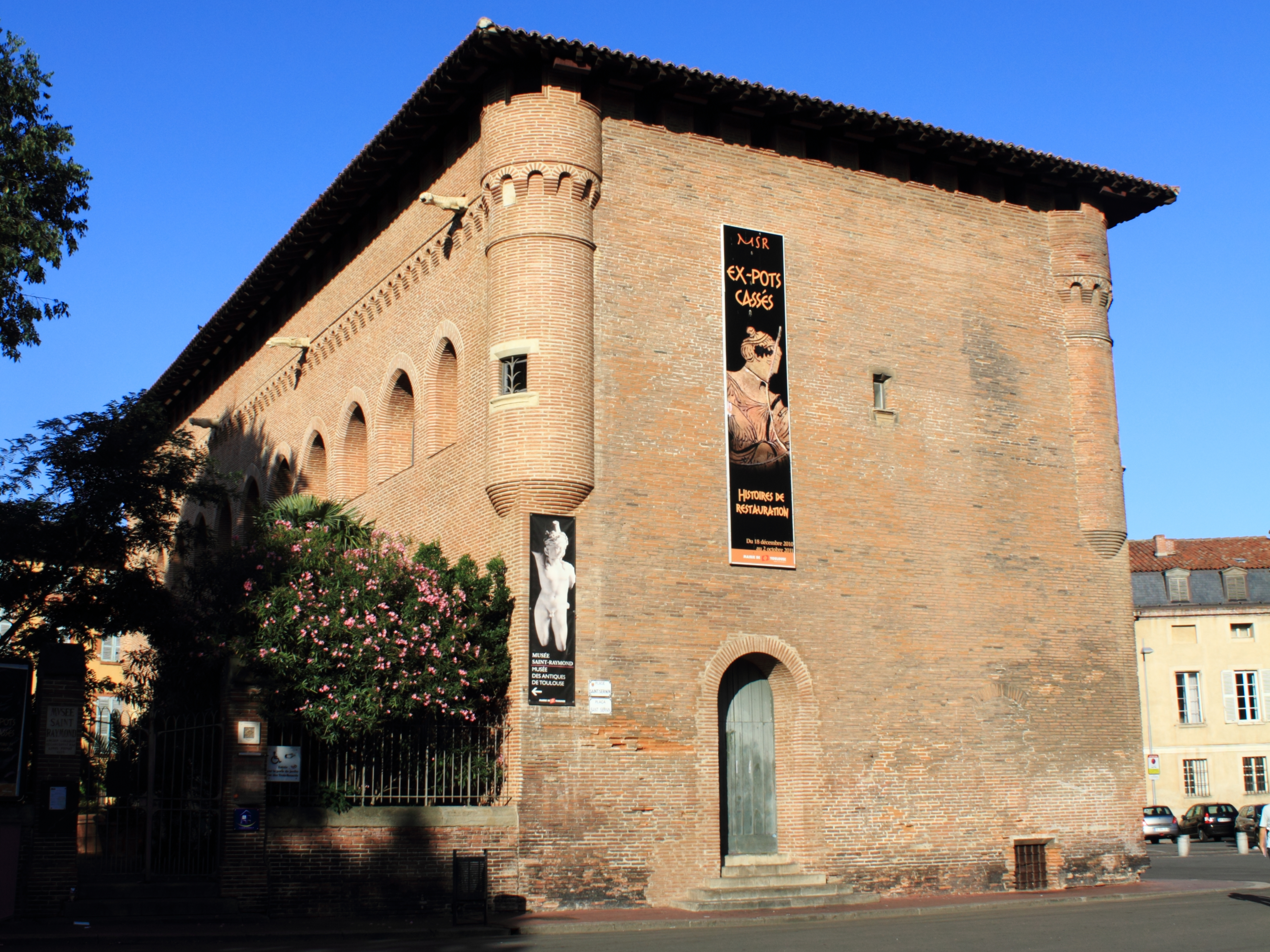
Edificio del Museo Saint-Raymond.

Dopo la rivoluzione francese e con l'abbandono degli edificio abbaziali, fu deciso di sgombrare la basilica e di rendere accessibile il suo sagrato e le sue porte. Questo progetto fu eseguito all'inizio del XIX secolo.
Dal 1804 al 1808, il chiostro dell'antica abbazia fu smantellato, ma alcuni capitelli furono conservati ed esposti nel Musée des Augustins. Poi, per espropriazioni e riscatti, i fabbricati e gli edifici attorno alla chiesa furono distrutti a seguito del progetto dell'architetto-capo del comune, Jacques-Pascal Virebent, di formare una piazza ellittica. Il Museo Saint-Raymond, antico collegio dal medesimo nome, già ospedale gestito dall'abbazia, è l'unico edificio rimasto di tutto il complesso abbaziale.

### Elenco degli abati di Saint-Sernin
Secondo Gallia christiana (t. 13, col. 94 ?, l'istituzione abbaziale risale al 1117.
La lista della Gallia christiana è inesatta e dev'essere corretta confrontandola con gli archivi rimasti (Vedi in particolare: Histoire générale du Languedoc, t. 4/2, Toulouse, Privat, 1872, n. 103,  pp. 523–527).
- 1117 - 1140 : Raymond / Raimond Guillaume (Raimundus Willelmi)(+ 18 juillet 1140).
- 1140 (prima menzione 19 ottobre 1140) - 1175 (ultima menzione 6/27 dicembre 1174) : Hugues (d'Avignonet ?), vescovo di Tolousa (19 marzo 1173 – 16 aprile 1175), secondo abate di Saint-Sernin.
- 1175 (prima menzione 6/27 giugno 1175-1182) : Pons I de Sainte-Foi (o de Montpezat?),  terzo abate, + 21 settembre.
- 1176-1183: Pons II de Montpesat. Era nella sede di saint Saturnin nel 1176. Partecipò a una convenzione con l'abate di Grandselve nel 1178; morì nel 1183.
- 1184-1211 : Guillaume de Cantez (Contesio), + 5 gennaio 1212.
- 1212/1213-1233/1234 (18 febbraio): Jordanus o Jourdain, che adibì l'ospedale di Saint-Raymond all'accoglienza degli studenti e degli altri poveri.
- 1234-1235 : Pierre I, + 6 agosto.
- 1236-1238 (dopo il) : Bernard I de Martres.
- 1243 (prima del)-1262: Bernard II de Gensac, + 14 ottobre 1262 (e non 1263).
- 1262-1289 : Arnaud de Villemur.
- 1289-1294 : sede vacante.
- 1294-...
- 1299-1301 : Sanche de Aissada (Sanctius de Narano), + 4 giugno 1301.

...
- 1321-1336 : Amelius / Ameil de Lautrico, promosso vescovo di Castres il 5 dicembre 1326 ; †  15 novembre [1326] secondo il necrologio dell'abbazia[3].
- 1336 c.... 1347 c. : Hugues Roger, + 25 novembre[4]

...
- 1408 - 1409: Aimeric (Aimeri) Noel (Nadal, Natal)(Aimericus Natalis), divenuto vescovo di Condom (Gams : 1418 ; Histoire générale de Languedoc: 1411), poi di Castres (1429); seguì l'obbedienza di Benedetto XIII, che lo nominò referendario e conservatore dei privilegi dell'Ordine cistercense, † 3 ottobre 1421. La guida dell’abbazia rimase vacante fino al 1413.
- 1413-1452 : Foulque de Rouvière (Rueria) (+10 settembre 1455).
- 1453-1461 : Jean de Juniac (de Junaco, Jehan de Jeanhac), + 16 giugno[5].
- 1461-1473 : Jean Jouffroy / Jouffroi / Joffredi, cardinale.

...
- 1476-14?? : Gilles, cardinale, amministratore dell'abbazia.

....
- 1478-1520 : Laurent I Allemand vescovo di Orange (1477-1484), poi di Grenoble (1484-1518), † 5 settembre 1520.
- 1520-1561 Laurent II Alleman
- 1561-1571 : Jean-Baptiste Rambaud de Simiane, vescovo di Apt
- 1571-1587 : François de Simiane, vescovo di Apt.
- 1587-1615 : cardinale François de Joyeuse
- 1615-1639 : cardinale Louis de Nogaret de La Valette d'Épernon
- 1640-1698 : Jean Ruzé d'Effiat
- 1698-1729 : François Sanguin de Livry
- 1729-1748 : Henri de Rosset de Ceilhes de Rocosel
- 1748... François III Henri de Fleurigny, abate di Saint Sernin nel 1748
- 1778...N de Narbonne-Lara abate di Saint-Sernin nel 1778

…
- ???? (18 giugno):  Bernard de Aurivalle.
- ???? (19 agosto):  Bernard.
- ???? (12 febbraio):  Jean de Nogaret.
- ???? (4 agosto) :  Pierre.
- ???? (12 agosto):  Jean de Nogaret.
- ???? (18 settembre):  Pierre Vital Blasini.
- ???? (26 febbraio):  Antoine, vescovo di Mirepoix.
- ???? (21 marzo): Pierre Textor, cardinale cancelliere della Santa Chiesa.
- ???? (22 febbraio): Ramnulphe de Vasinaclo.
- ???? : Jean Maffre, cardinale, deceduto il 23 novembre secondo il necrologio del XVI secolo; ma nessun cardinale porta questo nome.